# Wildwechsel
Wildwechsel is een West-Duitse dramafilm uit 1973 onder regie van Rainer Werner Fassbinder.

## Verhaal
De 19-jarige Franz Bermeier komt in de cel terecht wegens ontucht met minderjarigen. Hij is namelijk naar bed geweest met de 14-jarige Hanni Schneider. Wanneer hij vrijkomt, zetten de twee hun relatie verder. Hanni wordt echter zwanger en ze is bang voor de reactie van haar vader. Daarom vraagt ze Franz om hem te vermoorden.

## Rolverdeling
| Acteur               | Personage           |
| -------------------- | ------------------- |
| Harry Baer           | Franz Bermeier      |
| Marquard Bohm        | Politiefunctionaris |
| Rudolf Waldemar Brem | Dieter              |
| Ruth Drexel          | Hilda Schneider     |
| El Hedi ben Salem    | Vriend van Franz    |
| Irm Hermann          | Politiefunctionaris |
| Klaus Löwitsch       | Politieagent        |
| Eva Mattes           | Hanni Schneider     |
| Kurt Raab            | Fabrieksleider      |
| Karl Scheydt         | Politieagent        |
| Hanna Schygulla      | Arts                |
| Jörg von Liebenfelß  | Erwin Schneider     |